# Roland Corporation
Roland Corporation je japonská firma specializující se na výrobu hudebních nástrojů. Vznikla v roce 1972 v Ósace, od roku 2005 sídlí v Hamamacu. Jejím hlavním produktem jsou elektronické hudební nástroje, například syntezátory, bicí automaty nebo i zesilovače.